# Nakla (Upazila)
Nakla (en bengali : নকলা) est une upazila du Bangladesh  située dans le district de Sherpur et dans la division de Mymensingh. Elle compte 20 765 habitants au recensement de 2022. 

## Géographie
L'upazila de Nakla a une superficie de 174,8 km2. Elle est délimitée par les upazilas de Nalitabari  au nord, de Jamalpur Sadar et de Mymensingh Sadar au sud, de Phulpur à l'est et de Sherpur Sadar à l'ouest.

## Population
Selon le recensement de 2022 du Bangladesh, l'upazila de Nakla compte une population de 208 765 habitants contre 189 685 en 2011, 179 422 en 2001 et 162 952 en 1991. 29,79 % des habitants vivent en zone urbaine.

## Administration
Nakla est constituée en thana le 12 novembre 1922, lors de la division du district de Mymensingh, elle devient une upazila le 22 février 1984. L'upazila est divisée en neuf union parishads (en) Baneshwardi, Chandrakona, Char Ashtadhar, Ganapaddi, Kursa Badagair, Nakla, Pathakata, Talki et Urpha, et une municipalité, Nakla. Les paroisses de l'Union sont subdivisées en 88 mauzas (en) et 177 villages.